# Horloge de Shortt

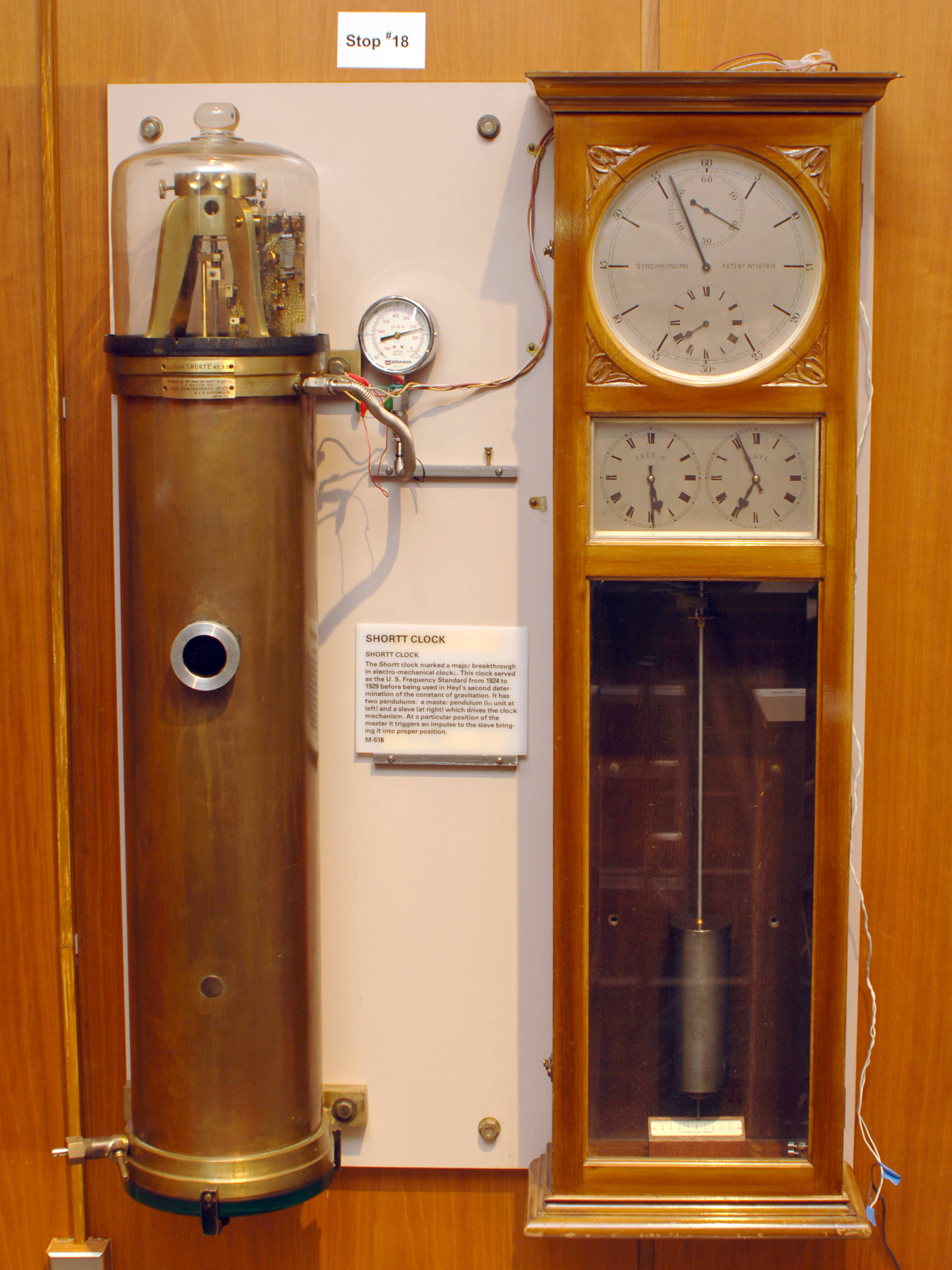
Exemplaire no 32 conservé au National Institute of Standards and Technology. Le bâti sous vide est à gauche.

Vous lisez un « bon article » labellisé en 2022.
L'horloge de Shortt ou horloge Synchronome à balancier libre (Synchronome étant une marque déposée) est un instrument de mesure du temps mis au point en 1921 par William Hamilton Shortt, ingénieur britannique, qui est pendant plus de vingt ans la méthode de mesure du temps la plus précise disponible, avec une dérive inférieure à une seconde par an. Aucune autre horloge à pendule n'a jamais été capable d'une plus grande précision. Une centaine d'horloges de ce type ont été produites par la société Synchronome entre 1922 et 1956. Elles ne sont devenues vraiment obsolètes qu'avec l'arrivée des horloges atomiques. 
Techniquement, cette horloge se caractérise par une architecture de système asservi, où un pendule maître (ou primaire), situé dans un bâti sous vide et libre de toute connexion mécanique pour une précision maximale, régule un pendule esclave (ou secondaire) qui contrôle l'horloge proprement dite. Elle est électromécanique : l'entretien du mouvement fait appel à des électroaimants, l'asservissement est électrique.
Des horloges de ce type sont utilisées avant-guerre pour fournir une heure de référence, mission confiée aux observatoires. Leur extrême précision permet de mesurer des effets qui n'avaient jamais pu l'être auparavant, comme la fluctuation au cours de l'année de la vitesse de rotation de la Terre, et les variations de la gravité dues à la position de la Lune et du Soleil.

## Origine

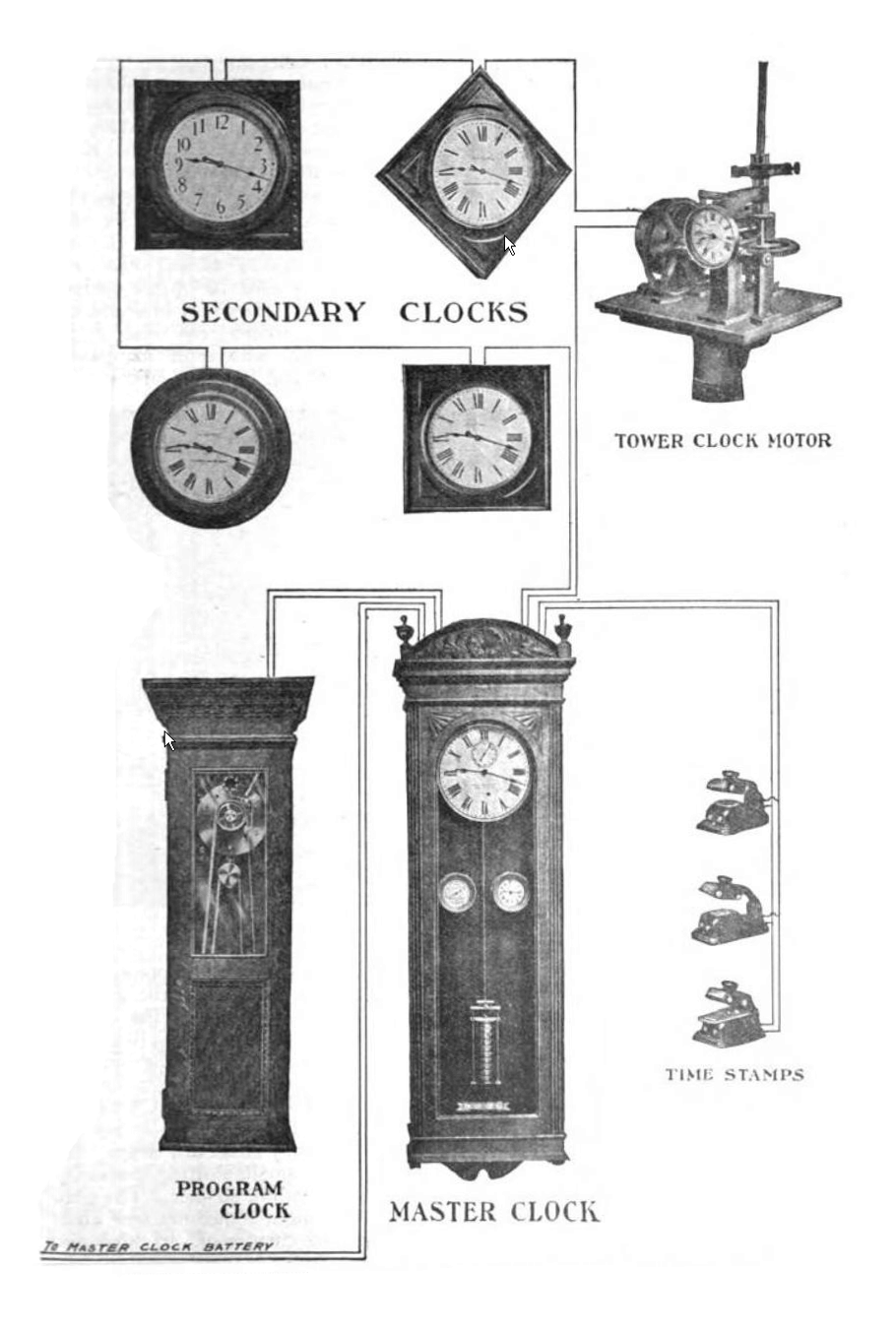
Réseau de synchronisation au début du XXe siècle : une horloge mère produit des impulsions électriques qui actionnent les autres horloges.

En 1895, les horlogers Frank Hope Jones et George Bennett Bowell fondent la société Synchronome, dans le quartier londonien de Clerkenwell, où sont réunis nombre d'entreprises et d'artisans de ce domaine. Elle produit des horloges de précision, principalement des horloges mères pour les besoins des compagnies ferroviaires. En effet à cette époque, les opérateurs ferroviaires sont d'importants donneurs d'ordres pour l'industrie horlogère, car ils ont besoin d'une excellente synchronisation des horloges utilisées par tous les maillons de leur réseau pour éviter les risques de collision. 
Les horloges-mères produites par Synchronome et par ses concurrents sont électromécaniques. La plupart utilisent des électroaimants pour relancer le mouvement du pendule, en remplacement du poids suspendu à un fil qui constituait la source d'énergie des horloges traditionnelles. En outre, elles possèdent un moyen de traduire leur mesure du temps sous forme d'impulsions électriques, qui permettent de synchroniser des réseaux d'horloges filles, ou de confronter des horloges entre elles. 
William Hamilton Shortt, né en 1881, fait ses études au Christ's College, puis est employé par la London and Southwestern Railways en 1902, comme apprenti. Pendant ses années au sein de cette entreprise, il met au point, vers 1908, un nouveau type de tachymètre ferroviaire, et commence, à cette occasion, à s'intéresser à l'horlogerie. Dans les années suivantes, il travaille avec l'entreprise Synchronome, et de cette collaboration naît la nouvelle horloge mère. Lorsque la première horloge de Shortt est installée à l'Observatoire royal d'Édimbourg en 1921, ses performances sont telles que les commandes affluent. Shortt rejoint définitivement l'entreprise Synchronome (il en devient même par la suite président). Outre le prototype, 99 horloges de ce type sont produites.

## Principe de fonctionnement
Shortt n'a pas inventé un nouvel organe régulateur : il a poussé à la perfection le pendule, organe régulateur proposé trois siècles plus tôt par Galilée et mis en œuvre par Huygens. Les horloges Synchronome antérieures à pendule unique possédaient un mécanisme d'entretien du mouvement du balancier, jouant le rôle de remontoir, par la chute, à chaque rotation de la roue d'échappement, d'un levier qui vient donner une impulsion au pendule, puis est remis en place par l'action d'un électroaimant ; ce mécanisme a été breveté en 1915. 
L'horloge Shortt-Synchronome à balancier libre comprend, elle, deux pendules. Le pendule primaire (ou maître) fonctionne sous vide et est libre de toute connexion mécanique, ce qui permet une précision bien meilleure. Le balancier secondaire (ou esclave) actionne effectivement l'horloge. Il est doté d'une version améliorée du mécanisme d'échappement , qui, en plus de son rôle de remontoir, assure aussi l'asservissement au pendule primaire. Les deux pendules sont suffisamment éloignés, ou placés dans des plans orthogonaux, pour éviter tout couplage entre eux. 

### Pendule primaire
Le pendule primaire est totalement libre, il n'actionne aucun mécanisme d'échappement. L'air qui enveloppe le pendule d'une horloge influence son fonctionnement par deux mécanismes distincts. D'une part, la poussée d'Archimède exercée par l'air sur le pendule réduit son poids apparent (d'une quantité égale au poids d'un volume d'air équivalent), sans pour autant changer son inertie. Cela se traduit par un ralentissement du mouvement du pendule. D'autre part, la traînée aérodynamique ralentit le pendule, notamment lorsqu'il passe par la position neutre (vitesse maximale). Ces effets sont dépendants des conditions atmosphériques (pression, température et humidité) et induisent une erreur. Il existe différentes procédures de compensation pour les réduire.
Pour s'affranchir de ces causes d'erreur, le pendule primaire de l'horloge de Shortt est placé dans un bâti étanche en cuivre. Une pompe manuelle permet de créer un vide qui annule pratiquement ces effets, un manomètre permet de surveiller le niveau de vide. La pression à l'intérieur du bâti est normalement de 20 torrs, soit 2 660 pascals, 2,5 % de la pression atmosphérique.
La pression dans le bâti est aussi utilisée comme variable d'ajustement de la vitesse du pendule aux conditions locales, c'est-à-dire pour tenir compte de la valeur exacte de la gravité à l'endroit où est installée l'horloge, valeur qui dépend de la latitude et, dans une moindre mesure, de l'altitude. Sur la grande majorité des horloges à pendule (et sur le pendule secondaire de l'horloge de Shortt), ce réglage est assuré en déplaçant une partie de la masse mobile à l'aide d'un pas de vis.
Une autre cause d'erreur sur une horloge à pendule est la dilatation thermique du bras. Celle-ci modifie la longueur l entre le pivot et le pendule, et donc la période d'oscillation. Dans l'exemple d'un bras en acier, avec un coefficient de dilatation thermique 12,1 ppm/K, chaque kelvin de variation de température modifie la fréquence du pendule de 6 ppm, soit une demi-seconde d'erreur par jour. Plusieurs méthodes ont été utilisées dès le XVIIIe siècle pour réduire cette dépendance à la température. L'une des méthodes est le pendule à mercure : le pendule contient un thermomètre à mercure, et la montée du mercure dans le tube avec la température, déplaçant le centre de gravité du pendule, compense l'allongement du bras. Une autre solution est d'utiliser un bras prenant la forme d'une grille, qui fait travailler les coefficients de dilation de deux métaux différents en sens opposés pour les compenser.
Shortt n'a pas besoin de recourir à ces méthodes car il dispose, pour réaliser le bras du pendule, de l'Invar, un alliage fer-nickel dont la dilatation thermique est extrêmement faible, nettement inférieure à 2 ppm/K, un ordre de grandeur en dessous de tous les métaux usuels. L'Invar est une invention encore récente, pour laquelle Charles Édouard Guillaume a reçu, en 1920, le prix Nobel de physique. La dilatation de l'Invar n'est cependant pas nulle : pour la compenser, la masse mobile est fixée à l'extrémité du bras par une pièce en laiton, dont la dilatation raccourcit le bras effectif, compensant celle du bras en Invar.
La masse mobile, qui pèse un peu plus de 6 kg, est en plomb typographique. Vers 1930, ce lest est remplacé sur certaines horloges par un poids en Invar. En effet, le plomb est un métal malléable, et il s'est avéré que les masses mobiles en plomb se sont déformées au fil des ans sous l'effet de leur propre poids, ce qui a augmenté la longueur effective du bras du pendule et ralenti la marche des horloges.
| globe en verre sur un tube en cuivre, mécanismes. |
| Tête du pendule primaire.                         |

| horloge entièrement mécanique dans une capsule en verre.        |
| L'horloge de Riefler, qui comportait déjà un pendule sous vide. |

| pompe manuelle ancienne, en cuivre. |
| La pompe à vide.                    |

|                                     |
| Pendule primaire en fonctionnement. |

### Pendule secondaire
Le pendule secondaire est celui qui actionne l'échappement, et donc le train d'engrenages de l'horloge. Il est dimensionné pour être infinitésimalement plus lent que le pendule primaire : sans le mécanisme d'asservissement, il prendrait six secondes de retard par jour. L'échappement est à coup perdu, c'est-à-dire que la roue d'échappement n'est pas activée à chaque passage au neutre du pendule, mais seulement dans un sens et donc, dans le cas présent, toutes les deux secondes. Un doigt (noté (3) dans la photo ci-dessous) rattaché au bras du pendule secondaire (qui est, comme le primaire, en Invar) fait avancer la roue d'échappement, qui fait un tour complet en 30 secondes. Ce mouvement est démultiplié par des engrenages pour afficher les minutes et les heures sur le cadran, comme sur n'importe quelle horloge mécanique.
|                                       |
| Pendule secondaire en fonctionnement. |

| appareillages électriques et mécaniques sur un panneau en bois. |
| Train d'engrenage et circuits électriques.                      |

| face d'une horloge, trois cadrans. |
| Cadrans.                           |

### Asservissement
Toutes les 30 secondes, à chaque rotation de la roue d'échappement (2) liée au pendule secondaire, s'active le mécanisme d'entretien et d'asservissement. D'abord, une tige solidaire de la roue d'échappement vient décrocher le pêne (4) qui maintenait en place le levier en équerre, qui tombe sous l'effet de son propre poids. Ce levier porte le galet (5) qui vient appuyer sur la pièce (3) solidaire du bras (1) du pendule esclave. C'est un apport d'énergie, qui entretient le mouvement. Le chute du levier vient aussi actionner l'interrupteur (6), fermant un circuit électrique. Alors, un même courant électrique passe dans les électroaimants (7) et (10), montés en série. L'électroaimant (7) provoque la remontée du levier et la remise en place du pêne, ce qui prépare le prochain cycle.
Au même instant, dans le bâti sous vide, l'électroaimant (10) provoque la chute du levier (8) qui vient relancer le pendule primaire, en exerçant une légère pression sur la roue (9). L'apport d'énergie est minime, car le pendule primaire perd très peu d'énergie : son facteur de qualité est de 110 000. Le contact mécanique ne dure que 0,3 seconde, le pendule primaire est donc parfaitement libre 99 % du temps. Une fois sa course terminée et le pendule écarté, le levier déclenche le mouvement du marteau qui remet en place le mécanisme du levier et ferme alors un deuxième contact électrique, faisant passer un courant dans l'électroaimant (11), lequel provoque un mouvement du ressort-lame (12). Alors, deux cas de figure sont possibles, définissant la procédure d'asservissement que Shortt appelle (en) hit and miss. Si le pendule secondaire est en retard par rapport au pendule primaire, une petite impulsion mécanique lui est donnée quand la lame (12) percute la palette (13), ce qui accélère son mouvement. La durée de cette oscillation est alors réduite d'environ 1/240e de seconde, c'est un hit. Si le pendule secondaire est en avance, il n'est pas relancé, c'est un miss. Le pendule secondaire prend 1/480e de seconde de retard par période de 30 secondes (six secondes par jour), si bien que les deux situations sont à peu près équiprobables : il y a approximativement une alternance de hit et de miss. Ce système garantit qu'en moyenne, le pendule secondaire maintient le même rythme que le primaire, il peut être considéré comme une forme électromécanique de boucle à phase asservie.

## Commercialisation et utilisation
L'horloge de Shortt est un instrument scientifique coûteux et complexe à entretenir, elle n'est jamais produite en grand nombre. Le premier exemplaire de série, après le prototype d'Edimbourg, est utilisé à partir de 1923 à l'Observatoire de Greenwich.
Ce dernier, qui fait autorité en matière de mesure du temps, possède au total huit horloges de Shortt, dont cinq sont réglées au temps sidéral et trois au temps solaire moyen. À partir de 1927, un émetteur radio est utilisé : il émet des signaux de synchronisation provenant d'une des horloges de Shortt, pour donner une référence de temps utilisable partout. À partir de 1938, le signal de toutes les horloges est moyenné pour obtenir une référence encore plus précise.
Auparavant, la référence absolue de mesure du temps était la rotation de la Terre. L'horloge de Shortt, pour la première fois, est plus précise que la rotation de la Terre, et elle permet de prouver que celle-ci accélère ou ralentit très légèrement au cours de l'année, sous l'effet de la marée solide.
La Pologne a acheté cinq exemplaires pour équiper ses observatoires. L'une d'elles, portant le numéro 98, est toujours en fonctionnement au XXIe siècle à l'observatoire astronomique d'Olsztyn.
En 1929, l'inventeur américain Alfred Lee Loomis, connu principalement pour avoir créé le système de radionavigation aéronautique LORAN, a fait l'achat de trois horloges de Shortt. Il les a payées 240 livres sterling chacune,.

## L'expérience gravimétrique de 1929

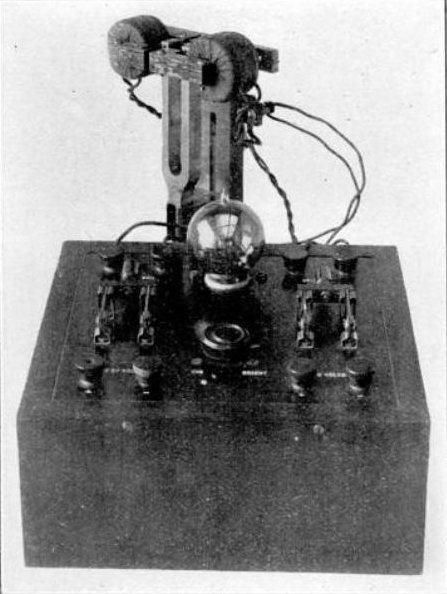
Oscillateur à quartz confronté à l'horloge de Shortt.

La fréquence d'un pendule simple est proportionnelle à {\displaystyle {\sqrt {g}}}, g étant la valeur de l'accélération de la gravité. Ainsi, mesurer la dérive d'une horloge à pendule est un moyen indirect de mesurer l'accélération de la gravité. Cela nécessite bien sûr de pouvoir comparer la marche de l'horloge à une référence qui n'est pas influencée par la gravité (et pour cela ne fonctionne pas avec un pendule). C'est cette méthode (avec un pointage astral comme référence) qui a permis, en 1672, en mesurant la différence de gravité entre Paris et Cayenne, de prouver que la Terre n'était pas parfaitement sphérique. L'accélération de la gravité varie (au septième chiffre significatif) selon la position apparente de la Lune et du Soleil, ce qui cause les marées. En 1928, le géophysicien britannique Harold Jeffreys calcule l'influence que chacun des termes de marées peut avoir sur une horloge à pendule. 
L'horloge de Shortt est si précise qu'elle a permis de mettre en évidence cette variation. Alfred Loomis décide de procéder à l'expérience, et la finance lui-même. Il possède trois horloges de Shortt dans son laboratoire personnel à Tuxedo Park. Il établit une connexion électrique dédiée avec le laboratoire Bell Labs, où l'ingénieur Warren Marrison dispose d'une référence non influencée par la gravité : un oscillateur à quartz de son invention. L'oscillateur à quartz envoie un signal électrique toutes les millisecondes. Pour comparer les signaux, un enregistreur a été développé : une bande de papier avance lentement dans un appareil, qui enregistre les instants d'intérêt en produisant des étincelles qui marquent le papier. Un signal à 10 Hz est enregistré, sous-échantillonné à partir du signal à 1 000 Hz du quartz. Par ailleurs, les signaux venant de la régulation des trois horloges de Shortt (toutes les 30 secondes) sont aussi enregistrés sur le même support. L'expérience dure 147 jours. Le dépouillement des résultats montre la différence de marche entre l'horloge de Shortt et le quartz sur la période de 23 h 37 du mouvement apparent de la Lune : les horloges prennent de l'avance ou du retard selon que la gravité de la Lune s'ajoute à la gravité terrestre ou s'en soustrait, suivant les prévisions de Jeffrey. La fluctuation totale est de moins de 500 µs.

## Expertise en 1984
En 1984, l'ingénieur Pierre Boucheron obtient l'autorisation d'utiliser une horloge de Shortt conservée au musée de l'US Naval Observatory pour mesurer sa précision, en la comparant à une horloge atomique. Pour mesurer directement le mouvement du balancier primaire, il utilise une méthode optique : un faiseau lumineux est envoyé vers le bras du balancier ; à chaque oscillation du pendule, deux photodétecteurs sont successivement excités par la lumière réfléchie, activant un circuit électronique de comptage (qui active aussi, toutes les 30 secondes, le mécanisme d'entretien). Il ressort de ces tests que la dérive de l'ancienne horloge est de l'ordre d'une seconde tous les douze ans, précision meilleure que les estimations contemporaines,.

## Exemplaires conservés
Le prototype est exposé au musée national d'Écosse. Trois des horloges de Shortt de l'observatoire royal de Greenwich sont conservées, mais ne sont pas exposées,,. 
Aux États-Unis, on peut voir l'horloge no 32 au musée du National Institute of Standards and Technology. Cet exemplaire a été l'horloge de référence pour tout le pays.
Deux des horloges polonaises ont été préservées et exposées : la no 14 au Główny Urząd Miar (office central des mesures polonais), la no 30 à l'observatoire de Poznań. La no 8 est visible en Australie, au Powerhouse Museum de Sydney. La no 5 est conservée en réserve dans un autre musée australien, à Melbourne, elle n'est pas exposée.

## Horloges similaires
L'horloge astronomique à pression constante Leroy est utilisée en France à la même époque que l'horloge de Shortt. Elle est légèrement moins précise que cette dernière, mais beaucoup plus simple dans sa conception,.
L'horloge de Fedchenko est une horloge à pendule libre mise au point en 1958 en URSS. Elle n'a plus besoin de pendule secondaire, le mouvement du pendule libre est directement détecté par un couplage électromagnétique, et totalisé par un circuit électronique qui remplace ainsi l'échappement. Elle pourrait, selon certaines sources, être encore plus précise que l'horloge de Shortt, mais l'écart est de l'ordre de la variabilité individuelle entre exemplaires. À cette époque, il existe déjà des horloges atomiques, l'horloge de Fedchenko n'est donc jamais utilisée comme horloge de référence, mais uniquement pour la gravimétrie.